# William Austin (scrittore)
William Austin (Lunenburg, 2 marzo 1778 – Charlestown, 27 giugno 1841) è stato uno scrittore statunitense.

## Biografia
Già maestro di scuola e cappellano sulla fregata Constitution, studiò legge a Londra nel biennio 1802-03. Esercitò la professione legale a Charlestown e fu anche eletto senatore. Di carattere acceso e turbolento, si batté a duello, in seguito a un suo attacco personale, con il generale Simon Elliot.
Il suo nome è legato principalmente al breve racconto Peter Rugg the missing man (1824), il cui protagonista è stato accostato alle figure leggendarie dell'ebreo errante e dell'olandese volante; secondo Italo Calvino il racconto racchiude in sé le componenti fondamentali del mito americano: «potenza della natura, predestinazione individuale e tensione avventurosa».
L'opera, un classico della letteratura americana, influenzò autori come Poe e Hawthorne, ma anche una scrittrice minore come Sarah Orne Jewett, che in Lady Ferry cita l'opera di Austin accostando il personaggio che dà il titolo al racconto a Peter Rugg.
Popolari furono anche le sue Letters from London (1804), in cui descrisse dal punto di vista di un repubblicano della Nuova Inghilterra i politici e le personalità dell'epoca di Pitt e Fox.

## Peter Rugg, the Missing Man
La narrazione si presenta come una specie di inchiesta del narratore, dopo un casuale incontro con Peter Rugg. Questi, con la sua bambina, vaga attraverso l'America a bordo di un calesse trainato da un cavallo selvaggio e indomabile; e chiede a tutti quale sia la strada più breve per Boston. 
Dovunque egli passi, uno scroscio di pioggia lo investe, anche quando il cielo è sereno. Stanco, fradicio, sbaglia ogni volta strada, e dubita sempre di trovarsi dove i suoi informatori gli dicono; pur non ricordando da quanto tempo abbia lasciato Boston e la sua abitazione, ha sempre la sensazione di essere prossimo alla meta e di poterci arrivare prima del tramonto.

## Opere
- William Austin, Strictures on Harvard University, Boston, John W. Folsom, 1798.
- William Austin, An Oration, Pronounced at Charlestown, at the Request of the Artillery Company, on the Seventeenth of June; Being the Anniversary of the Battle of Bunker Hill, and of That Company, Charlestown, Samuel Etheridge, 1801.
- William Austin, Letters from London: Written during the Years 1802 & 1803, Boston, William Pelham, 1804.
- William Austin, An Essay on the Human Character of Jesus Christ, Boston, William Pelham, 1807.
- William Austin, Peter Rugg, the Missing Man, in New England Galaxy, September 1824-January 1827. Edizione in volume:  Peter Rugg, the Missing Man. With a Notice of the Author, Worcester, Mass., Franklin P. Rice, 1882.

### Traduzioni italiane
- William Austin, Peter Rugg, l'errante, traduzione di Aldo Camerino, Venezia, Neri Pozza, 1946.
- Bruno Tasso (a cura di), Peter Rugg, l'errante, in Incontri con Satana : antologia di racconti demoniaci, Milano, Sugar, 1961.
- William Austin, La maledizione di Peter Rugg, traduzione di Giovanni Balducci, Fidenza, Mattioli 1885, 2024.